# Temis de Ramnunte
La Temis de Ramnunte es una estatua encontrada en el año 1890 en el yacimiento de Ramnunte, en la costa del Ática cerca de Maratón (Grecia). Quedó identificada como la titánide Temis, y fue fechada alrededor del 300 a. C. sobre la base de una inscripción dedicatoria en su base. Se exhibe en el Museo Arqueológico Nacional de Atenas.

## Descripción
Con 2,22 metros de altura, la estatua está tallada en mármol del monte Pentélico. Su figura de pie está vestida con un quitón con mangas atrapado por una zona debajo del corpiño, envuelto en un himatión cuyos extremos caen sobre su antebrazo izquierdo, extendido. La cabeza está tallada por separado, con el cabello recogido hacia arriba y esculpido de forma esquemática. Su peso se apoya en la pierna izquierda, con la rodilla derecha adelantada y el talón levantado. Falta el antebrazo derecho, que podría haber sostenido un cuenco de ofrenda; la mano izquierda habría sostenido una balanza. Una curiosidad es el nudo de tela que descansa sobre el himatión; este detalle no tiene una relación clara con el resto de los ropajes.
La figura se encuentra sobre una base cuadrada baja con una moldura tanto en la parte superior como en la inferior. En su superficie frontal hay una inscripción dedicatoria de Megacles, hijo de Megacles, que identifica al escultor como Queréstrato, hijo de Charedemos.

## Descubrimiento e interpretación
La estatua fue descubierta en 1890 durante las excavaciones realizadas por la Sociedad Arqueológica de Atenas, dirigida por Valerios Stais. Se encontró, junto con otras estatuas y fragmentos, en la cella del más pequeño de los dos templos que se encuentran adyacentes entre sí en el sitio. El templo más grande está definitivamente asociado con Némesis pero hay incertidumbre en cuanto al más pequeño; generalmente se asigna a Temis sobre la base de esta estatua, así como un par de tronos encontrados en la entrada del templo, uno de los cuales llevaba una inscripción que lo dedica a la titánide.
La estatua se ha fechado constantemente alrededor del año 300 a. C. sobre la base de la dedicación y por motivos estilísticos. Una inscripción indica que un tal Charedemos fue sacerdote en Ramnunte entre los años 315 o 314 a. C.; otra inscripción del ágora de Atenas menciona a un Queréstrato, hijo de Charedemos, activo en torno a los 328-327 a. C., que se especuló de diversas maneras como el abuelo o posiblemente el escultor de Temis. Se ha sugerido una conexión estilística con un torso (S 2370) encontrado en Atenas e identificado tentativamente como una personificación de Tique o Temis.